# Ernst D’ham
Ernst D’ham (* 3. September 1887 in Eving; † 22. Mai 1977 in Mülheim an der Ruhr) war ein deutscher Jurist und Schriftsteller.

## Leben
Ernst D’ham absolvierte ein Studium der Rechtswissenschaft an den Universitäten in Marburg, Berlin, München und Münster. 1911 promovierte er an der Universität Rostock zum Doktor der Rechte. Er praktizierte als Rechtsanwalt und war ab 1920 für die Stadt Duisburg tätig. Er wirkte mit am Aufbau einer städtischen Verwaltungs- und Sparkassenschule, die er bis 1938 leitete; daneben war er Studienleiter der Niederrheinischen Verwaltungsschule in Mülheim an der Ruhr. Nach dem Ende des Zweiten Weltkriegs war D’ham der erste Kulturdezernent der Stadt Duisburg und von 1948 bis 1954 Direktor des Städtischen Kunstmuseums Duisburg. Ab 1952 wirkte er als Syndikus der Stadt Duisburg.
Ernst D’ham veröffentlichte neben juristischen Fachwerken zwei Romane und Erzählungen. Er wurde mit der Mercator-Plakette der Stadt Duisburg ausgezeichnet.

## Werke
- Die eventuelle Antragsverbindung im Reichszivilprozeß. Lensing, Rostock 1911.
- Das letzte Bildnis. Hansen, Saarlouis (Rhld) 1919.
- Staatslehre und Staatsrecht. Bensheimer, Mannheim, Berlin, Leipzig 1931.
- (als Herausgeber) Die Verfassungsgesetzgebung des Dritten Reichs. Kommunalschriften-Verlag, München, Berlin 1936. Die Schrift wurde nach Ende des Zweiten Weltkrieges in der Sowjetischen Besatzungszone auf die Liste der auszusondernden Literatur gesetzt.[1]
- Therese Cordes. Vier Tannen Verlag, Berlin, Leipzig 1941.
- Wandernde Schatten. Vier Falken-Verlag, Düsseldorf 1948.
- Bürgerliches Recht. Kohlhammer, Stuttgart
  - 1. (1.–3. Buch des BGB), 1958.
  - 2. Familien- und Erbrecht, 1966.